# Winter Love
Winter Love è un singolo della cantante sudcoreana BoA, pubblicato nel 2006.

## Tracce
CD Prima versione
1. Winter Love
2. Candle Lights
3. Last Christmas (Bonus track)
4. Winter Love (TV Mix)
5. Candle Lights (TV Mix)

CD Edizione standard
1. Winter Love
2. Candle Lights
3. Winter Love (TV Mix)
4. Candle Lights (TV Mix)

DVD
1. Winter Love (PV)